# Iglesia de San Juan Bautista (Las Navas del Marqués)
El templo se distribuye en tres naves mediante arcos agudos sostenidos por columnas dóricas, con escudos del marquesado en sus enjutas. Ante un amplio arco apuntado, con una cenefa de bolas llamado perlado abulense, se abre la capilla mayor que forma bóvedas góticas de principios del siglo XVI.

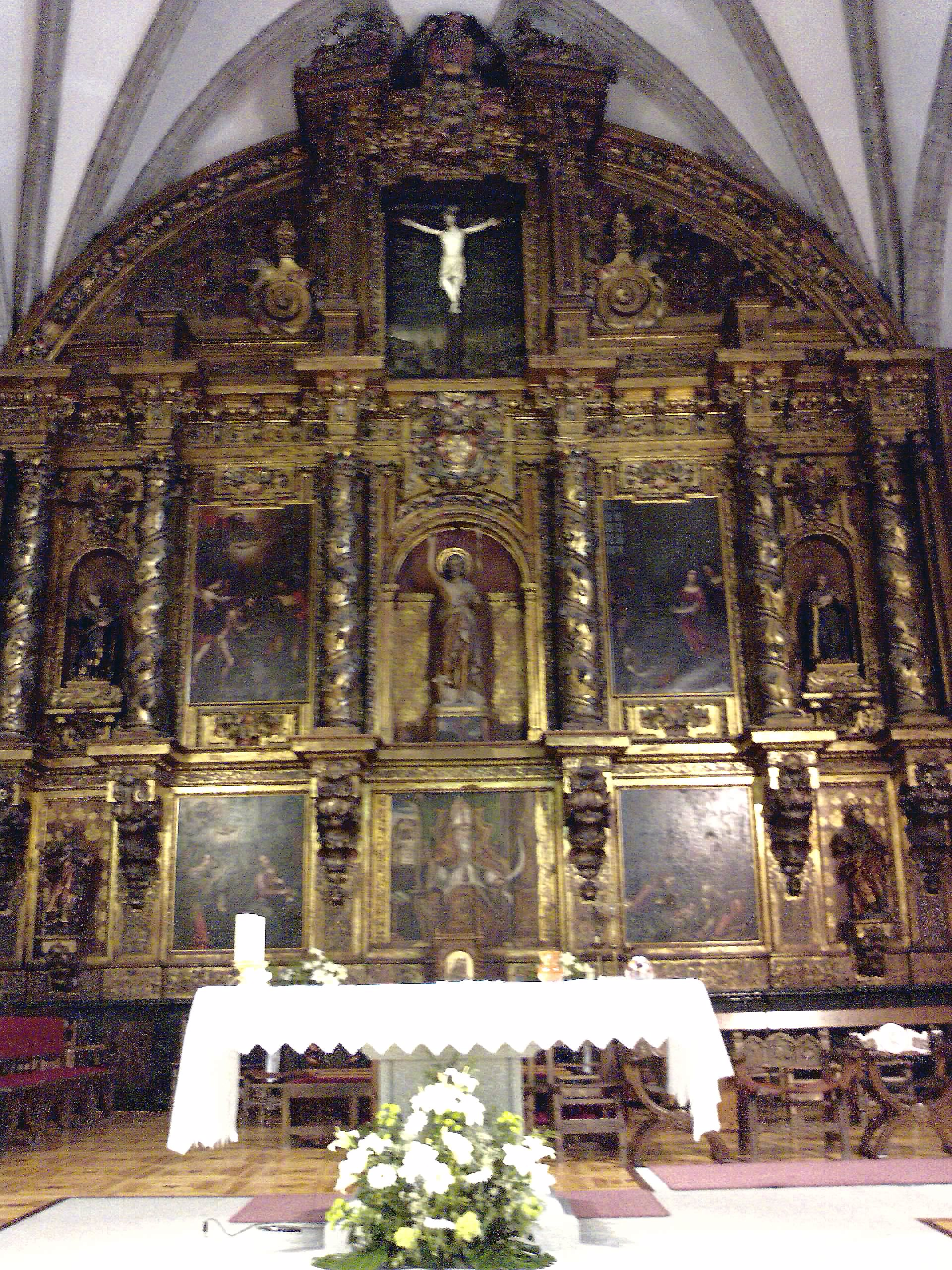
Retablo del altar mayor.

El retablo de estilo barroco, muestra las escenas bíblicas de la Anunciación, Visitación, Bautismo de Cristo y la Degollación de San Juan, además de las imágenes de San Pedro, San Pablo, San Estanislao de Kostka y San Luis Gonzaga. En el centro se encuentra San Juan Bautista y, en lo alto, el crucifijo que estuvo en el Convento de Santo Domingo y San Pablo. Su autoría se debe al escultor toledano Juan Gómez Lobo ( http://dialnet.unirioja.es/servlet/articulo?codigo=4679997 ). 

Stmo. Cristo de la Salud, de Aniceto Marinas.

Sobre un altar lateral, se encuentra el Cristo de la Salud, una hermosa talla del escultor Aniceto Marinas, en evocación de otra del siglo XVI y que fue quemada durante la Guerra Civil. Manuel Delgado Barreto vino a las Navas del Marqués con sus dos hijas convalecientes en grave enfermedad y desahuciadas por los médicos. Desperanzado y dolorido, penetró en el templo y cayó de rodillas frente al Cristo. Nadie sabe cuál fue su promesa, pero desde aquel día visitaba todas las tardes el templo. Sus hijas sanaron y al año siguiente don Manuel pidió costear la restauración de la imagen. El Obispo de la Diócesis de Ávila tiene concedidas indulgencias por cada oración que se reze ante el altar del Santísimo Cristo de Gracia. En la capilla cercana la Virgen de la Paz se sitúa encima del Sagrario. En el coro, hay un espléndido órgano del siglo XVII. 
Las fachadas, la torre y el atrio de la iglesia manifiestan las alteraciones artísticas de que fueron objeto durante su larga historia.

Órgano del.